# 愛麗絲四重奏
《愛麗絲四重奏》是日本MooNPhase公司於2001年展開的角色企畫。廣播劇CD由虎之穴於2004年至2005年發行，全6集。漫畫《Alice Quartet OBBLIGATO 愛麗絲四重奏》單行本全1集，由藤枝雅與源久也作畫，角川書店發行，連載於《Comp Ace》第1至7期與第9、11、13期及《月刊Comp Ace》2007年9月號與2008年1月號，台灣角川書店代理台灣及香港中文版。

## 劇情大綱
東京都武藏野市閑靜小鎮深處的「Alice Quartet」服飾店，簡稱「AQ」，是將沒在使用的教堂改建的服飾店，專門展售店內四位服裝設計師自製的女裝，有提供活動情報的官方網站。《愛麗絲四重奏》描繪Alice Quartet成員的共同生活。

## 角色
注意：本段設定資料均以《Alice Quartet OBBLIGATO 愛麗絲四重奏》中文版單行本為準，未必與廣播劇CD或官方網站資料一致。
藍原真紀乃（廣播劇CD聲優：桃井晴子）
喜愛服飾且熱愛創作服飾的服裝設計師，為Alice Quartet建立齊聚一堂的契機，在Alice Quartet也經常立於領導者的位置。年齡24歲（官方網站記載年齡為23歲），與她的外表相反。喜歡創作帶有蕾絲或滾邊等華麗裝飾的服裝，個人品牌為「La Croix de Lune」。喜歡歌德蘿莉風格。
十和田悠希（廣播劇CD聲優：齋賀光希）
以男女都能穿的中性路線創作服飾的服裝設計師，個性安靜，很會照顧人，所以也負責彙整各個以自我步調行事的Alice Quartet成員。就讀高中三年級（官方網站記載年齡為16歲），正在為升學煩惱中。喜歡創作帶有呈現銳角的線條或金屬裝飾等造型的服裝，個人品牌為「AQUA DROP」。很受女孩子歡迎，被愛好者尊稱為「悠希大人」。
織倉翠夏（廣播劇CD聲優：島涼香）
暱稱「小翠」，以容易親近的氛圍及年輕特有的嶄新構想創作服飾的服裝設計師，為Alice Quartet最年少者（官方網站記載年齡為15歲），稱呼真紀乃為「師父」。個人品牌為「P's」，創作的服裝有輕微的蘿莉塔風格，也有帶著龐克風格的造型。
楠瀨文（廣播劇CD聲優：川澄綾子）
經常依心情做事的服裝設計師（官方網站記載年齡為16歲），性格有點脫離社會，遵循獨自的理念及只有自己能聽見的聖母瑪麗亞之聲行動，以祖母傳授的日式剪裁及在聖母瑪麗亞之聲引導下的西式剪裁設計服裝，喜歡以和服為基調設計、或是以一塊布即能完成的曲線漂亮的服裝。個人品牌為「清－Saya－」。
在《伊王野女王狂熱的愛情》客串的頻率為Alice Quartet成員中最高者，其他成員只有客串1至2頁。
御廚幸乃（廣播劇CD聲優：飯塚雅弓）
Alice Quartet的經營者，暱稱「小幸」，與真紀乃從專科學校時期即是朋友，興趣是「真紀乃Love」。為了朋友的夢想而在父親協助下創辦Alice Quartet，Alice Quartet的經營或事務相關的事情全由她包辦。將真紀乃視為「朋友以上」的存在，但經常捉弄真紀乃。

## 商品

### 廣播劇CD
各集列表
- Vol.0 CADENZA
- Vol.1 VIVACE
- Vol.2 CALMANDO
- Vol.3 ESPRESSIVO
- Vol.4 RELIGIOSO
- Vol.5 BEL CANTO

工作人員
- 原作、設計：MooNPhase
- 監修、編劇、插畫：藤枝雅
- 附錄小冊漫畫：源久也
- 音源製作：Pelvis Music
- 製作、著作、經銷：株式會社虎之穴

### 漫畫
《Alice Quartet OBBLIGATO 愛麗絲四重奏》
- 角川書店2008年1月26日初版發行，ISBN 978-4-04-854145-9
- 台灣角川書店2008年11月7日初版第1刷發行，林莉雅譯，ISBN 978-986-174-904-4

## 外部連結
- 《愛麗絲四重奏》官方網站